# Rafał Kamieniecki
Rafał Kamieniecki herbu Pilawa – miecznik radomski w latach 1790–1793, chorąży Kawalerii Narodowej w 1779 roku.
W 1790 roku był członkiem Komisji Porządkowej Cywilno-Wojskowej województwa sandomierskiego dla powiatu radomskiego.